# Los Fruittis
Los Fruittis ist eine spanische Zeichentrickserie, die von Antoni D’Ocon im Jahr 1989 produziert wurde.

## Inhalt
Die Serie spielt in einem Dorf, in dem getrocknete Früchte, Gemüse und Pflanzen in einer Gemeinde leben. Das Dorf befindet sich auf einer Insel mit einem großen Vulkan. Dort leben sie zusammen, bis der Vulkan anfängt leichte Erschütterungen zu verursachen. Ab diesem Moment beginnen Mochilo, Gazpacho und Pincho einen neuen Vulkan zu suchen, in dessen Nähe sie mit ihrer Gemeinde leben können. Während ihres Abenteuers stoßen sie auf Kumba. Mit jedem neuen Abenteuer müssen sie Probleme, die aufgrund ihrer unterschiedlichen Charaktereigenschaften entstehen, lösen.

## Charaktere
- Kumba ist ein Mädchen der Samai, mit einer weißen Haut, einem kastanienbraunen Haar und zwei Zöpfen, das zwei grüne Stoffstücke als Kleidung trägt. Sie wurde von Mochilo, Pincho und Gazpacho vor einer Tigerattacke gerettet. Kumba hilft den Früchtchen, einen neuen Wohnort zu finden. Dank ihrer guten Waldkenntnisse schließt sie sich der Gemeinde an. In der 3. Folge entdeckt Kumba eine Nachricht in einer Flaschenpost von ihrem Bruder Lukas, der in dieser ihre Geschichte enthüllt: Kumba war die Tochter von zwei Archäologen und reiste mit ihnen und ihrem Bruder um die ganze Welt, bis sie von ihren Eltern durch den Sturz von einem Wasserfall getrennt wurden. Ihr Bruder lief los, um die Eltern zu finden, allerdings kam er nicht mehr zurück. Das Mädchen wurde vom Stamm der Sami gefunden, von dem sie den Namen Kumba erhielt. Die Früchtchen versuchen, Kumba wieder mit ihrer Familie zu vereinen.
- Mochilo ist eine männliche Banane, die ursprünglich von den Kanaren stammt und die einen Rucksack trägt, aus er alles holen kann, was man in der Not braucht. Mochilo ist der intelligenteste und ernsthafteste der Gruppe, dem immer wieder Ideen kommen, um seinen Begleitern zu helfen, da er im Gegensatz zu seinen Kameraden der einzige ist, der nach logischem Denken vorgeht. Während eines Wettbewerbes im Waldlabyrinth, bei dem die Expeditionsmitglieder zur Suche eines neuen Platzes für die Gemeinde bestimmt werden, lernt Mochilo Gazpacho kennen.
- Gazpacho ist eine karismatische, männliche andalusische Ananas und hält sich selbst als allwissend. Für ihn bedeutet arbeiten, dass er meint für die anderen denken zu müssen. Während seiner „Arbeit“ kommt es jedoch auch vor, dass er einschläft, anstatt wirklich zu arbeiten. Regelmäßig sorgt er mit seinen Kommentaren und Entscheidungen für Verwirrungen, besonders bei Mochilo. Ebenfalls bringt Gazpacho die Gruppe durch seine Art mehr als einmal in Schwierigkeiten.
- Pincho ist ein männlicher Kaktus mit Kaktusfeigen, unschuldig und zerstreut. Diese Eigenschaften machen ihn besonders empfänglich für die Neckereien von Gazpacho. Des Weiteren ist Pincho sehr unkompliziert, lustig und spielt sehr gerne. Er blieb als Kaktus im Wald, da er den Weg zurück zur Wüste nicht mehr fand. Er wird von Gazpacho und Mochilo während des Wettbewerbes im Waldlabyrinth gefunden. Seine Stacheln sind eine gute Abwehr gegen die meisten Feinde, denen sie während ihres Abenteuers begegnen. In manchen Gelegenheiten benutzt er auch seine Kaktusfeigen als Abwurfgeschosse.
- Fresón ist der Bürgermeister der Gemeinde. Manchmal schließt er sich der Gruppe von Kumba, Mochilo, Gazpacho und Pincho an, um ihnen bei der Lösung eines Dorfproblems zu helfen.
- Alcachofo ist eine männliche Artischocke und zugleich ein böser Pirat ist. Er trägt eine Augenklappe, benutzt einen Haken als seine Hand und das einzige Bein, das er hat, ist ein Holzbein. Alcachofo greift die Früchtchen sehr oft an.
- Monus ist ein Affe, der als Wissenschaftler tätig ist und grausame Experimente an den Tieren der Insel der Früchtchen durchführt.
- Gorilón ist ein großer und ungeschickter Gorilla, der als Monos Handlanger dient.

## Produktion und Veröffentlichung
Die Serie entstand nach einem Konzept und unter der Regie von Antoni D'Ocon, der zugleich als Produzent fungierte. Neben ihm schrieben auch Josep Viciana und Toni Babia an den Drehbüchern. Die Musik komponierte Josep Roig. Die künstlerische Leitung lag bei Christoph Küstler. Die Produktionsfirma war D'Ocon Films. 
Die 91 je 10 Minuten langen Folgen wurde 1987 erstmals von TVE in Spanien ausgestrahlt. Es folgten ab September 1990 Ausstrahlungen von verschiedenen Sendern in Europa und den USA, teils in Form von Doppelfolgen. Dafür wurde die Serie ins Portugiesische, Finnische, Katalanische, Italienische, Französische und Englische übersetzt. 

## Synchronisation
| Rolle    | Sprecher      |
| -------- | ------------- |
| Kumba    | Luisita Soler |
| Mochilo  | Ramón Puig    |
| Gazpacho | Rafael Turia  |
| Pincho   | Joan Pera     |